# 格奥尔格·范登贝赫

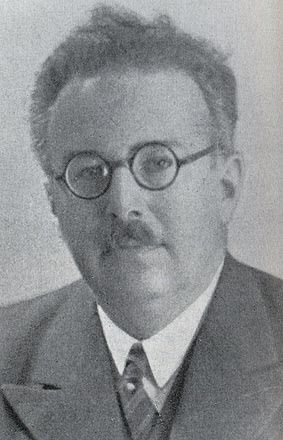
格奥尔格·范登贝赫(1920年)

格奥尔格·范登贝赫（荷蘭語：George van den Bergh，1890年4月25日—1966年10月3日）是一位荷兰法学教授及业余天文学家。

## 生平
1890年4月25日出生于荷兰奥斯，父亲塞缪尔·范登贝赫是联合利华股份有限公司的创始人之一，但他并未走上从商之路，而是一生追求学术生涯。1915年－1936年为阿姆斯特丹的一名律师，期间在1915年－1933年当选荷兰众议员。他也是《大众天文》和《宇宙时空》的作者，1937年被译成英文版。
埃蒂·伊勒桑（Etty Hillesum）提到过他在1941年曾被纳粹逮捕，二战中得以幸存。上世纪五十年代研究过长食周期，因而，能预测较长时间跨度内的日食（或月食）。1958年他开发了一种被称作《大写》（Hoofdletters）的压缩版面格式。1966年10月3日在乌赫斯特海斯特去世。

## 荣誉
月球上的范登贝赫陨石坑就是以他的名字命名的。